# Georg Heinrich Mettenius
Georg Heinrich Mettenius (Francoforte sul Meno, 24 novembre 1823 – Lipsia, 18 agosto 1866) è stato un botanico tedesco.

## Biografia
Genero del botanico Alexander Braun (1805–1877), Mettenius nel 1845 conseguì il dottorato in medicina presso l'Università di Heidelberg. Dopo la laurea, studiò le alghe marine a Helgoland e Fiume. Nel 1848 tornò a Heidelberg come docente privato e in seguito fu nominato professore associato di botanica a Friburgo. Nel 1852 diventò professore ordinario presso l'Università di Lipsia e direttore del giardino botanico. Morì di colera a Lipsia all'età di 42 anni.
Fu chiamato in suo onore il genere vegetale Metteniusa, appartenente alla famiglia dei Metteniusaceae.

## Opere principali
- Beiträge zur Kenntniss der Rhizocarpeen (1846).
- Filices horti botanici Lipsiensis (1856)
- Filices Lechlerianae Chilenses ac Peruanae cura (1856).
- Über einige Farngattungen (volumi da 1 a 6, 1857). [1]